# Черкасовы
Черка́совы — древний дворянский и баронский род Российской империи, записанный в V часть родословной книги Московской губернии.
В Гербовник внесены две фамилии Черкасовых:
1. Потомки Мирона Никитича, пожалованного грамотой за службу (1654) (Герб. Часть VII. № 106).
2. Потомки Ивана Антоновича. возведенного (1742) в баронское достоинство (Герб. Часть III. № 6.)[2]

Родоначальник его — Иван Антонович Черкасов, начавший службу в 1704 году писарем в канцелярии Петра Великого и достигший при нём звания «тайного секретаря кабинета Его Императорского Величества». Оставил после себя трех сыновей: Александра (президента медицинской коллегии, умершего в 1788 году), Ивана (вице-адмирала и генерал-кригскомиссара флота, умершего в 1811 году) и Петра.
Баронский титул действительному статскому советнику И. А. Черкасову был пожалован императрицей Елизаветой Петровной 25 апреля (6 мая) 1742 года в день её коронации.

## Герб баронов Черкасовых
Герб, пожалованный барону Черкасову и его наследникам, отражает его заслуги перед Россией (двуглавый орёл) и лично перед императором Петром I — две латинские буквы «P» на знамёнах означают «Пётр Первый» (лат. Petrus Primus) — и содержит также намёк на прозвище отца родоначальника: 

…над щитом да стоит Баронский серебряный шлем о седьми золотых решетках, по краям золотом обложенной и золотою Баронскою короною украшенный, сверху которой является серебряный гусь с носом и лапами красными, крылья к летанию поднимающий…— Русские бароны
 В гербе присутствуют казаки-щитодержатели, «имеющие одеяние, подобное донским казакам», — видимо, казачьи атаманы, находившиеся под командой Ивана Черкасова во время стояния на реке Инче в 1722 году: правый — Иван Краснощекий, левый — Данило Ефремов.
16 декабря 1743 года проект диплома и герба баронского рода Черкасовых «апробировать соизволила» Елизавета Петровна, но подписаны они были только в 1798 году Павлом I.

## Герб дворян Черкасовых
В щите, разделенном вертикально  надвое, в верхней, пространной половине, в правом, красном поле, крестообразно положены серебряные лук и стрела, а в левом, голубом поле, перпендикулярно изображен серебряный ключ, на поверхности кольца этого ключа видно распростертое крыло. В нижней, малой половине, в голубом и красном полях перпендикулярно означены четыре золотые полосы. Щит увенчан дворянским шлемом и короной со страусовыми перьями. Намёт на щите голубого и красного цвета, подложенный золотом.

## Известные представители рода
- Черкасов Федот Миронович — московский дворянин (1678).
- Черкасовы: Иван и Кондратий Мироновичи — стольники (1692)[6].
- Черкасов, Иван Антонович (1692—1752/1758?) — российский государственный деятель, сподвижник Петра I.
  - Черкасов, Александр Иванович (1728—1788) — русский государственный деятель, президент Медицинской коллегии.
  - Черкасова, Екатерина Ивановна (1727—1797) — жена А. И. Черкасова, гофмейстерина императрицы Елизаветы Петровны.
    - Пальменбах, Елизавета Александровна, урождённая Черкасова (1761—1832) — фрейлина российского императорского двора, начальница Смольного института благородных девиц (1797—1802).
    - Черкассов, Пётр Александрович (1762—1828) — временный Люблинский губернатор.
      - Черкасов, Александр Петрович (? — 1844) — поручик Измайловского полка, действительный статский советник.

  - Черкасов, Иван Иванович (1732—1811) — российский вице-адмирал.
    - Черкасов, Иван Петрович (ок. 1761) — секунд-майор, действительный статский советник. Дворянин Белёвского уезда Тульской губернии. Первая жена — Мария Алексеевна Кожина. Вторая жена — Пелагея Андреевна Полонская. От первого брака три сына и пять дочерей, в том числе:
      - Черкасов, Пётр Иванович (1796—1867) — поручик, адъютант генерала Бороздина, подозревался в принадлежности к тайным обществам, но был оправдан. Впоследствии полковник в отставке.
      - Черкасов, Алексей Иванович (1799—1855) — участник восстания декабристов. Жена — баронесса Елизавета Вячеславовна Котц, дочь Мария Алексеевна Черкасова.
      - Екатерина Ивановна Черкасова — за коллежским асессором из рода Облеуховых.
- Черкасова, Лидия Яковлевна (1839 — ?) — русская писательница[7].
- Павел Гаврилович Черкасов (1854—1922) — русский деятель. Действительный статский советник, основатель и редактор журнала «Русский союз рыболовов-удильщиков», а также автор более 300 статей по рыболовству.
  - Черкасов, Николай Гаврилович (1861—1922) — русский общественный деятель и политик, член IV Государственной думы от Московской губернии.
- Черкасов, Иван Александрович — капитан II ранга ВМФ Российской империи, последний командир крейсера «Жемчуг».